# VIBRA-ROCK
『VIBRA-ROCK』（ヴァイブラ・ロック）は、1982年（昭和57年）11月21日に発売された日本のミニ・アルバムである。近田春夫のプロデュース作品、ビブラトーンズのスタジオ・アルバムである。

## 概要・略歴
「近田春夫&ビブラトーンズ」名義のデビューアルバム『ミッドナイト・ピアニスト』（1981年）から1年、平山みきの『鬼ヶ島』（1982年）へのフルコミットを経ての4曲入りのLPレコード、ミニ・アルバムである。このときすでに窪田晴男は脱退している。
収録曲『恋の晩だな』のタイトルは、1981年（昭和56年）9月30日に発売された近藤真彦『ギンギラギンにさりげなく』（作曲筒美京平）に、伊達歩（伊集院静）が書いた歌詞の一部「恋のバンダナ」の文字の書き換えである。
本アルバムリリース後に矢野正道が脱退、当時「爆風銃」在籍中のホッピー神山を迎えてライヴ活動はつづけられた。本アルバムリリース1年後の1983年（昭和58年）に、収録曲『AOR大歓迎』がレナウンのCMソングに採用され、テレビでオンエアされた。ビブラトーンズは、本アルバム以降はオリジナル音源を発表することなく、1984年（昭和59年）1月に解散した。
1988年（昭和63年）10月21日、フルアルバム『ミッドナイト・ピアニスト』と本アルバム、シングル『金曜日の天使』、および未発表曲を集めたCDベスト・アルバム『ビブラトーンズFUN』が発売され、2002年（平成14年）4月20日、2008年（平成20年）8月20日に再発売された。しかし、2008年盤には『AOR大歓迎』が収録されていない。

## 収録曲
| 1. 区役所 - 作詞・作曲・編曲：ビブラトーンズ 2. 恋の晩だな - 作詞・作曲・編曲：ビブラトーンズ | 1. 地球の片隅で (砂漠編) - 作詞・作曲・編曲：ビブラトーンズ 2. AOR大歓迎 - 作詞・作曲・編曲：ビブラトーンズ |

## 関連事項
- 1982年の音楽
- ビブラトーンズFUN

## 註
1. 1 2 3 4  石川誠壱のウェブサイト「近田春夫と私」の記述を参照。
2. 1 2  #外部リンク内の「Vibra-Tones Fun」リンク先の記述を参照。